# Säffle bibliotek

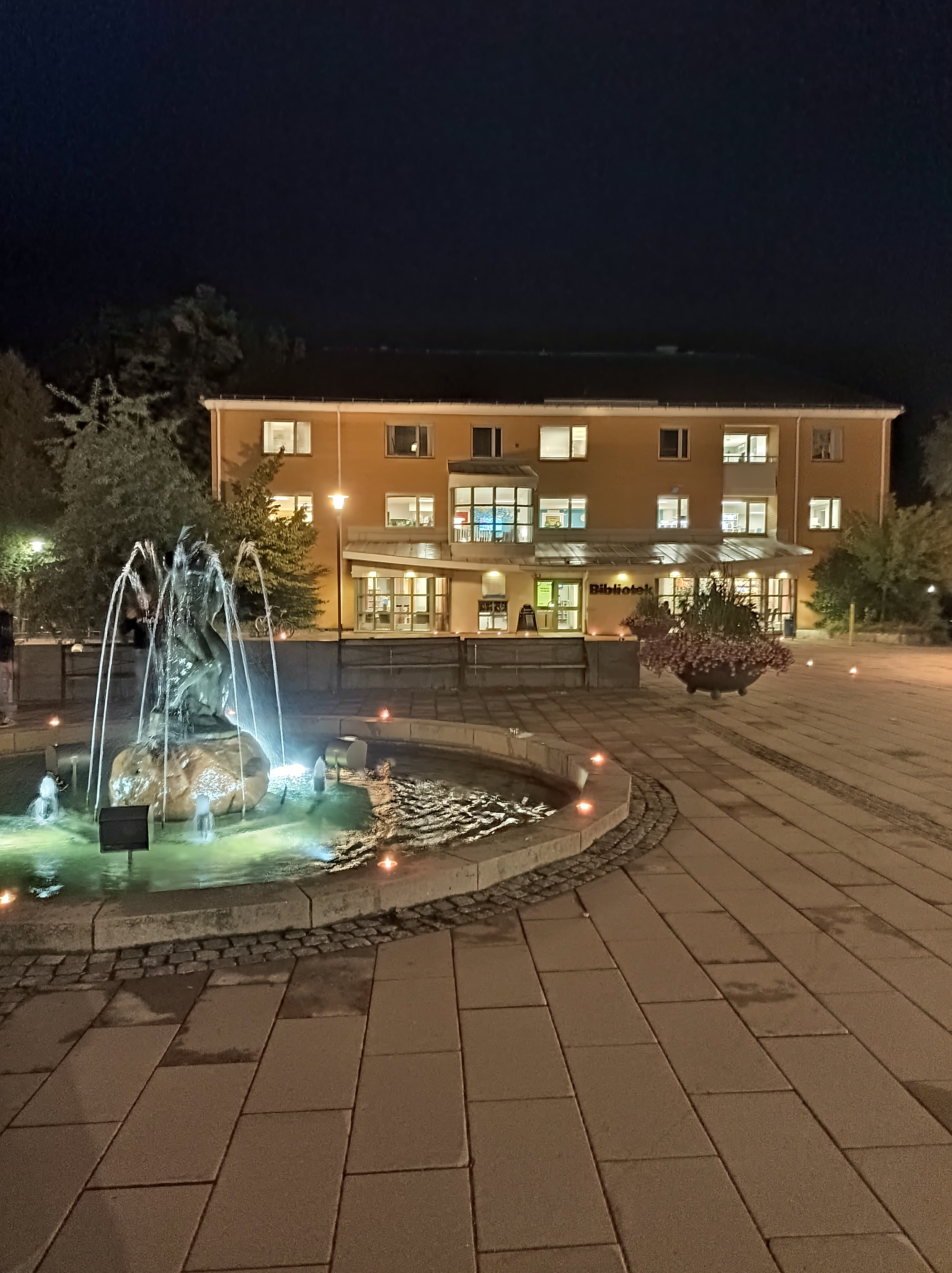
Säffle bibliotek

Säffle bibliotek är ett kommunbibliotek i Säffle kommun.

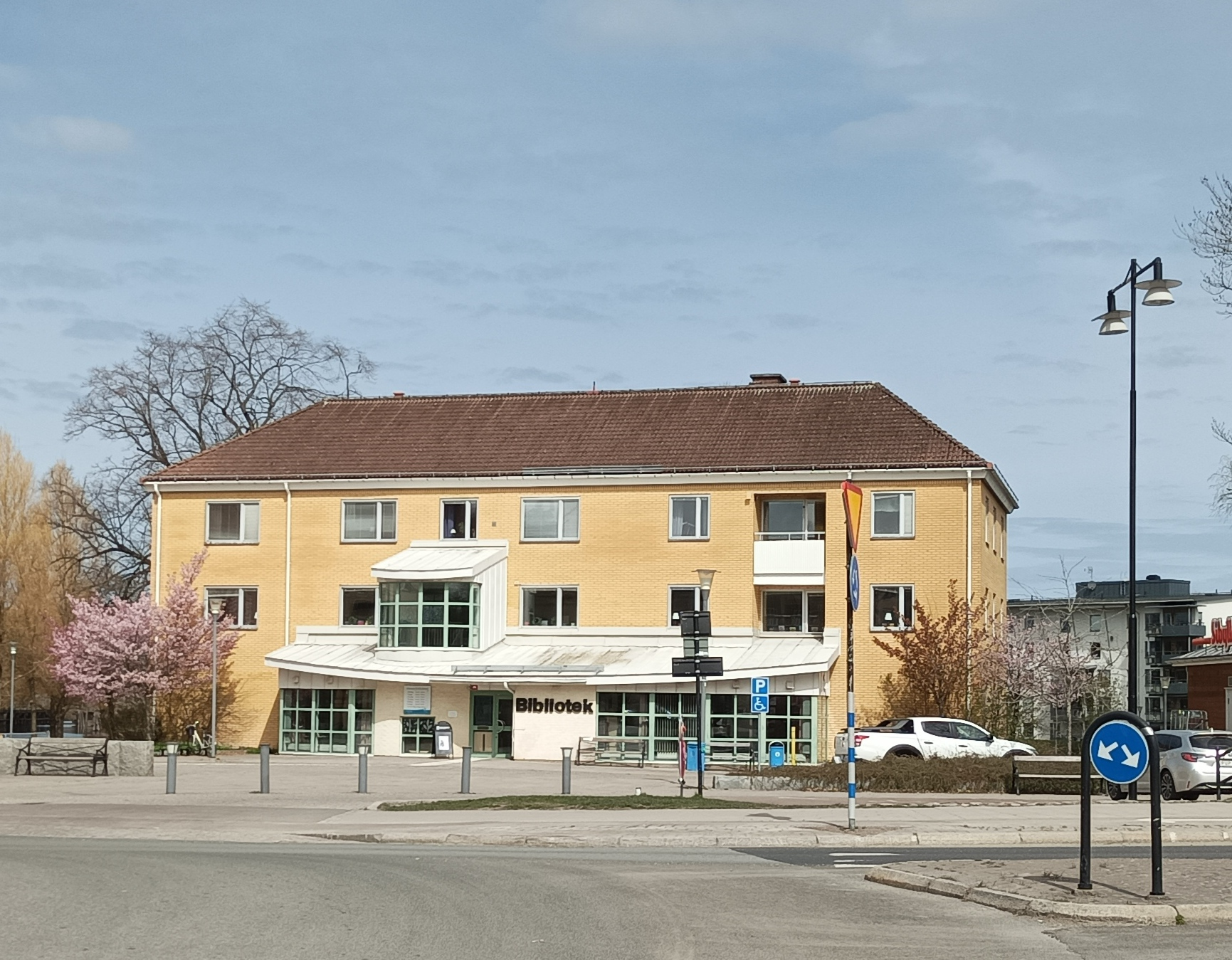
Säffle bibliotek

Säffle bibliotek är en del av Bibliotek Värmland. Det betyder att det går att låna, hämta beställda böcker och lämna dem på vilket värmländskt folkbibliotek som helst.
Biblioteket har ett kombinerat Värmlandsrum / släktforskningsrum med tillgång till databaser för släktforskare. Säffletidningen finns på rullfilm för åren 1895-1930, 1940-1945 och 1968-2011. Det finns även en omfattande klippsamling med artiklar ur Säffletidningen, samlade ämnesvis, i bibliotekets magasin.
Bokbussen har ett stort antal hållplatser runt om i kommunen och besöker även skolor och förskolor.

## Biblioteksbyggnaden
Huset där biblioteket ligger är ritat av Carl Waldenström som var stadsarkitekt i Säffle. Huset stod färdigt 1953 och användes från början som möbelbutik och bostadshus. 